# Chironomus forsythi
Chironomus forsythi är en tvåvingeart som beskrevs av Martin 1999. Chironomus forsythi ingår i släktet Chironomus och familjen fjädermyggor. Inga underarter finns listade i Catalogue of Life.